# Jeremy Naydler
Jeremy Naydler, Ph.D., es un filósofo, historiador de la cultura y especialista en jardines inglés.
Especializado en la vida religiosa de las culturas antiguas, pronuncia regularmente conferencias en numerosas instituciones docentes incluyendo las universidades de Oxford, Reading y Southampton.
Es miembro de la Temenos Academy y vive en Oxford, Inglaterra.

## Biografía
Jeremy Naydler tiene un doctorado en teología y estudios religiosos y es un filósofo, historiador cultural y jardinero que vive y trabaja en Oxford, Inglaterra.
Durante mucho tiempo se ha interesado en la historia de la consciencia y considera que el estudio de culturas pasadas, que estaban más abiertas al mundo del espíritu que nuestra propia cultura predominantemente laica, es relevante tanto para comprender nuestra situación actual como para encontrar caminos hacia el futuro.
Su preocupación desde hace mucho tiempo por el impacto de las tecnologías electrónicas en nuestra vida interior y en nuestra relación con la naturaleza ha encontrado expresión en numerosos artículos publicados en revistas como New View, Self and Society y Resurgence.
Sus obras más recientes son In the Shadow of the Machine: The Prehistory of the Computer and the Evolution of Consciousness (A la sombra de la máquina. La prehistoria de la computadora y la evolución de la consciencia, 2018) y The Struggle for a Human Future: 5G, Augmented Reality and the Internet of Things (La lucha por el futuro humano. 5G, realidad aumentada y el internet de las cosas, 2020).

## Obra
De su extensa obra son reseñables los siguientes trabajos:
- The Struggle for a Human Future: 5G, Augmented Reality and the Internet of Things (2020; edición en español La lucha por el futuro humano. 5G, realidad aumentada y el internet de las cosas, Ediciones Atalanta, 2021)[12][13][14][15][16][17]
- In the Shadow of the Machine: The Prehistory of the Computer and the Evolution of Consciousness (2018)
- Gardening as a Sacred Art (2011)[18][19]
- The Future of the Ancient World: Essays on the History of Consciousness (2009)
- Soul Gardening (2006)
- Shamanic Wisdom in the Pyramid Texts: The Mystical Tradition of Ancient Egypt (2005)
- Temple of the Cosmos: The Ancient Egyptian Experience of the Sacred (1996; edición en español El templo del cosmos. La experiencia de lo sagrado en el antiguo Egipto, Ediciones Atalanta, 2019)[20][21]
- Goethe on Science (1996)

## Ediciones en español
- La lucha por el futuro humano. 5G, realidad aumentada y el internet de las cosas. Traducción Antonio Rivas, colección Liber naturae. Ediciones Atalanta. 2021. ISBN 978-84-122130-4-1.
- La jardinería como arte sagrado. Editorial La fertilidad de la tierra. 2020. ISBN 978-84-121830-0-9.
- El templo del cosmos. La experiencia de lo sagrado en el antiguo Egipto. Traducido por María Tabuyo y Agustín López, colección Memoria mundi. Ediciones Atalanta. 2019. ISBN 978-84-949054-1-4.
- El templo del cosmos. Traducido por María Tabuyo y Agustín López. Colección El Árbol del Paraíso, Serie Mayor 33. Ediciones Siruela. 2003. ISBN 978-84-7844-726-8.
- Johann Wolfgang von Goethe (2002). Goethe y la ciencia. Prólogo de Henri Bortfort, traducido por Carlos Fortea y Esther de Arpe, editor literario Jeremy Naydler, colección Biblioteca de Ensayo / Serie menor 13. Ediciones Siruela. ISBN 978-84-7844-591-2.

- Datos: Q60038949